# Espy
Espy és una concentració de població designada pel cens dels Estats Units a l'estat de Pennsilvània. Segons el cens del 2000 tenia 1.428 habitants.

## Demografia
Segons el cens del 2000, Espy tenia 1.428 habitants, 658 habitatges, i 402 famílies. La densitat de població era de 599,3 habitants per quilòmetre quadrat.
Dels 658 habitatges en un 23,4% hi vivien nens de menys de 18 anys, en un 49,4% hi vivien parelles casades, en un 9,1% dones solteres, i en un 38,8% no eren unitats familiars. En el 32,2% dels habitatges hi vivien persones soles el 14,1% de les quals corresponia a persones de 65 anys o més que vivien soles. El nombre mitjà de persones vivint en cada habitatge era de 2,16 i el nombre mitjà de persones que vivien en cada família era de 2,73.
Per edats la població es repartia de la següent manera: un 19% tenia menys de 18 anys, un 7,4% entre 18 i 24, un 26,3% entre 25 i 44, un 28,9% de 45 a 60 i un 18,5% 65 anys o més.
L'edat mediana era de 43 anys. Per cada 100 dones de 18 o més anys hi havia 88 homes.
La renda mediana per habitatge era de 33.250 $ i la renda mediana per família de 36.908 $. Els homes tenien una renda mediana de 32.112 $ mentre que les dones 29.943 $. La renda per capita de la població era de 19.108 $. Entorn de l'11,2% de les famílies i el 17,3% de la població estaven per davall del llindar de pobresa.

## Poblacions més properes
El següent diagrama mostra les poblacions més properes.